# Zakrzewko (Kupin)
Zakrzewko – część wsi Kupin w Polsce, położona w województwie warmińsko-mazurskim, w powiecie elbląskim, w gminie Pasłęk.
W latach 1975–1998 Zakrzewko administracyjnie należało do województwa elbląskiego.